# Sun Man (remero)
Sun Man (en chino: 孙满; Jinzhou, 22 de agosto de 1995) es un deportista chino que compite en remo. Ganó dos medallas en el Campeonato Mundial de Remo, en los años 2017 y 2022.

## Palmarés internacional
| Campeonato Mundial | Campeonato Mundial        | Campeonato Mundial | Campeonato Mundial  |
| Año                | Lugar                     | Medalla            | Prueba              |
| ------------------ | ------------------------- | ------------------ | ------------------- |
| 2017               | Sarasota (Estados Unidos) | Medalla de bronce  | Doble scull ligero  |
| 2022               | Račice (República Checa)  | Medalla de plata   | Cuatro scull ligero |